# Icône de la Mère de Dieu de tendresse (Staraïa Roussa)
L'Icône de la Mère de Dieu de tendresse (Staraïa Roussa) (en russe : Икона Божией Матери Умиление) est une icône de la Vierge Marie du début du XIIIe siècle. Elle provient de la ville de Staraïa Roussa et fait partie des collections du Musée russe à Saint-Pétersbourg.

## Histoire
Cette icône était destinée à une église dont on ne connaît pas le nom avec certitude. Est-ce l'église construite par l'archevêque de Novgorod Martiri (fin du XIIe siècle) ou une autre, cette question reste en suspens :456 ?
La tradition lie cette icône à la basilique Sainte-Marie-Mère de Dieu au Quartier des Blachernes de Constantinople. Cette tradition est apparue sous l'influence de l'icône Blachernitissa (Влахернская икона), principale relique de cette église. Les madones sont représentées, dans ce modèle d'icône, la tête couverte d'une parure de couleur. Il en existe de multiples copies. Par contre, la pose de l'Enfant Jésus qui appuie sa joue contre celle de sa Mère à hauteur de sa pommette, ne correspond pas aux icônes Blachernitissa, mais aux représentations byzantines anciennes des madones. L'historienne d'art Galina Kolpakova considère qu'il est possible que cette icône provienne d'un maître novgorodien du monastère de Déciatinny de la Mère de Dieu à Novgorod, qui cultivait les traditions des Blachernes:457. L'icône serait arrivée à Staraïa Roussa comme une copie d'icône de Novgorod, en guise de contribution, de cadeau.

## Iconographie
L'icône appartient au type oumilénie (tendresse, compassion) et éléousa. Ses dimensions sont de 99,5 sur 82 cm. L'académicien Victor Lazarev considère son état comme fortement détérioré. La couche de couleur est mal conservée 
L'iconographie reflète les liens avec les modèles grecs ou orientaux:457 : visage ovale et étiré de la Vierge, menton massif, courbure accentuée du nez, contours particuliers des yeux. Les traits sont réalisés dans une technique de peinture complexe. Par contre les mains et les vêtements sont traités de manière simplifiée:458.
Jésus est présente comme un adolescent, ce qui est caractéristique des icônes du XIIIe siècle. Les vêtements de la Vierge sont dessinés par des traits épais posés au-dessus d'un fond argenté. Le visage de l'enfant, également argenté, fusionne avec ce fond.